# 札幌グランドホテル
札幌グランドホテル（さっぽろグランドホテル、SAPPORO GRAND HOTEL）は、札幌市中央区にあるホテル。

## 概要
1934年（昭和9年）に北海道内初の本格的な洋式ホテルとして開業した。札幌市中心部に位置しているため、ビジネスや観光の拠点に最適となっている。日本国内外の著名人が利用してきたホテルであり、開業以来継承されている「ホスピタリティ・ファースト」の精神を追求している。日本国内初の屋上庭園や女性ベルパーソンが誕生しているほか、ホテル内のレストランでラーメンサラダを初めてメニューに取り入れたとしている。オリジナル商品の「コーンスープ缶詰」は看板商品になっている。

## 沿革
札幌グランドホテル誕生のきっかけは、1928年（昭和3年）に秩父宮雍仁親王が来道した際に、「日本で冬のオリンピックを開催するならば、札幌において国際級の大型ジャンプ台と洋式ホテルを造る必要がある。」と話したことから始まる。その後、北海道庁と札幌商工会議所が中心となってホテル開業に向けての話が進み、1933年（昭和8年）に豊平館にて設立総会を開いた。1934年（昭和9年）に開業したホテルは地下1階、地上5階建てのモダンな施設であり、当時は札幌市内で最も高い建物であった。「北の迎賓館」として政財界の応接室・会議室、市民の社交場、日本ハムファイターズが札幌に移転してきた時から、選手やマスコットのディナーショーを道内で初めて開催し、札幌市や北海道に文化を伝える発信地になった。
年表
- 1934年（昭和09年）：「札幌グランドホテル」開業[7]。
- 1935年（昭和10年）：札幌初のホテルクリスマスパーティー開催。
- 1945年（昭和20年）：GHQに接収される[7]。
- 1948年（昭和23年）：米社会事業家ヘレン・ケラーが宿泊。
- 1951年（昭和26年）：北海道内初の政府登録国際観光ホテルになる[7]。
- 1952年（昭和27年）：GHQによる接収が解除され、営業再開[7]。
- 1954年（昭和29年）：昭和天皇・香淳皇后が宿泊[7]。
- 1955年（昭和30年）：MLBのニューヨーク・ヤンキース一行が宿泊。
- 1958年（昭和33年）：皇太子明仁親王が宿泊[7]。
- 1961年（昭和36年）：昭和天皇・香淳皇后が宿泊[7]。
- 1962年（昭和37年）：株式会社札幌グランドホテルと北海道不動産株式会社が合併[8]。
- 1966年（昭和41年）：新館（現・本館）営業開始[7]。
- 1971年（昭和46年）：皇太子明仁親王・同妃美智子が宿泊[7]。「コーンスープ缶詰」発売開始[7]。
- 1972年（昭和47年）：札幌冬季五輪臨席の皇太子明仁親王・同妃美智子が宿泊[7]。
- 1973年（昭和48年）：旧館（創業時の本館）解体[3][9]。
- 1976年（昭和51年）：高層棟の新館（現・東館）営業開始[7][10]。従来の新館を本館と改称[3]。
- 1978年（昭和53年）：日本国内初のベルパーソン（女性ベルボーイ）誕生[7]。
- 1982年（昭和57年）：英王族のエディンバラ公フィリップが宿泊。
- 1984年（昭和59年）：中国共産党中央委員会総書記の胡耀邦が宿泊。
- 1985年（昭和60年）：別館営業開始[7][11]。新館を東館と改称[3]。メモリアルライブラリー開設[7]。
- 1986年（昭和61年）：「1934クラブ」発足[7]。
- 1989年（平成元年）：ホテルショップ「クラークスガーデン」オープン[7]。
- 1993年（平成05年）：チャペル「カナ」誕生[7]。
- 2002年（平成14年）：札幌コンベンションセンターにテラスレストラン「SORA」オープン[7]。
- 2008年（平成20年）：北海道洞爺湖サミット拡大会合・新興5カ国首脳会合を開催。「コーンスープ缶詰」が『モンドセレクション』食品全般部門で金賞受賞[12]。
- 2013年（平成25年）：「グランビスタギャラリー サッポロ」オープン[7][13]。

## 施設
客室
| - 本館 - グランド イン グランド - インテリジェンスダブルルーム (39 m²) - ガーデンビューデラックスダブルルーム (50 m²) - スーパーバスデラックスダブルルーム（円形バス） (50 m²) - スーパーバスデラックスダブルルーム (50 m²) - ウェルビーイングデラックスツインルーム (54 m²) - ジュニアスイートルーム (60〜67 m²) - スーパースイートルーム (162 m²) - スタンダード - シングルルーム (21 m²) - スーペリアツインルーム (27 m²) - スーペリアダブルルーム (26 m²) | - 東館 - コンフォート - シングルルーム (20 m²) - ダブルルーム (22 m²) - デラックスダブルルーム (40 m²) - ツインルーム (29 m²) - ライトコートルーム (22 m²) - ラージツインルーム (40 m²) - デラックスツインルーム (44 m²) - 和リビング (62 m²) - コネクティングルーム (40 m² + 30 m² = 70 m²) - スイートルーム (59〜66 m²) - スタンダード - ライトコートツインルーム (26 m²) - ダブルルーム (40 m²) - ファミリールーム (62 m²) - ラージツインルーム (40 m²) - デラックスツインルーム (44 m²) - アニバーサリーダブルルーム (62 m²) - ユニバーサルルーム (62 m²) - コーナーデラックスツイン (62 m²) - コネクティングルーム (40 m² + 30 m² = 70 m²) |

- 別館
  - スタンダード
    - ツインルーム (21 m²)
    - トリプルルーム (41 m²)
    - ファミリールーム (53 m²)

レストラン
- ノーザンテラスダイナー
- チャイニーズダイニング 黄鶴
- ガーデンダイニング 環樂
- 北海道ダイニング ビッグジョッキ
- ラウンジ・バー オールドサルーン1934
- バー キャラベル
- ロビーラウンジ ミザール

ブライダル
- チャペル カナ
- 神殿

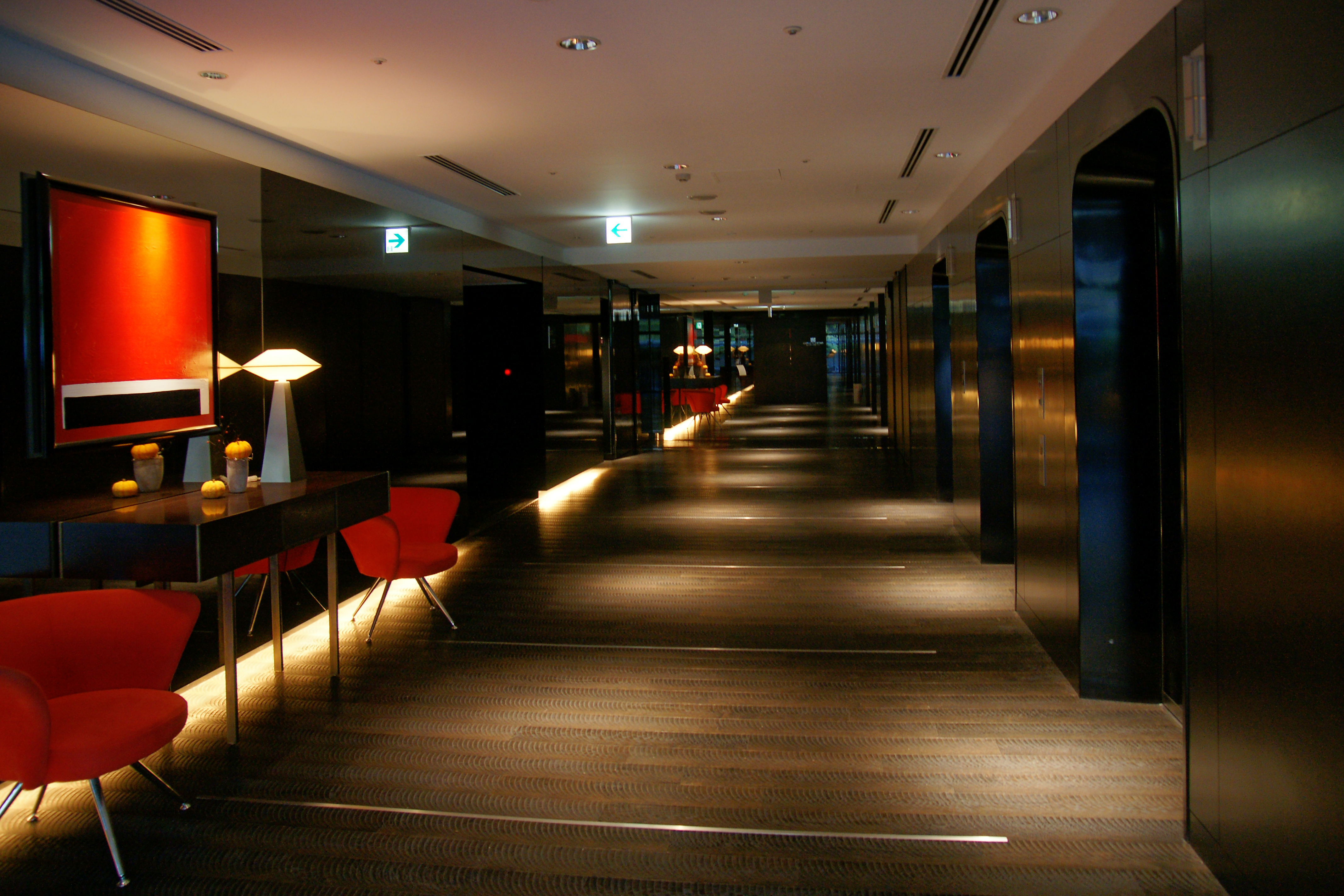
館内（エレベーターホール）

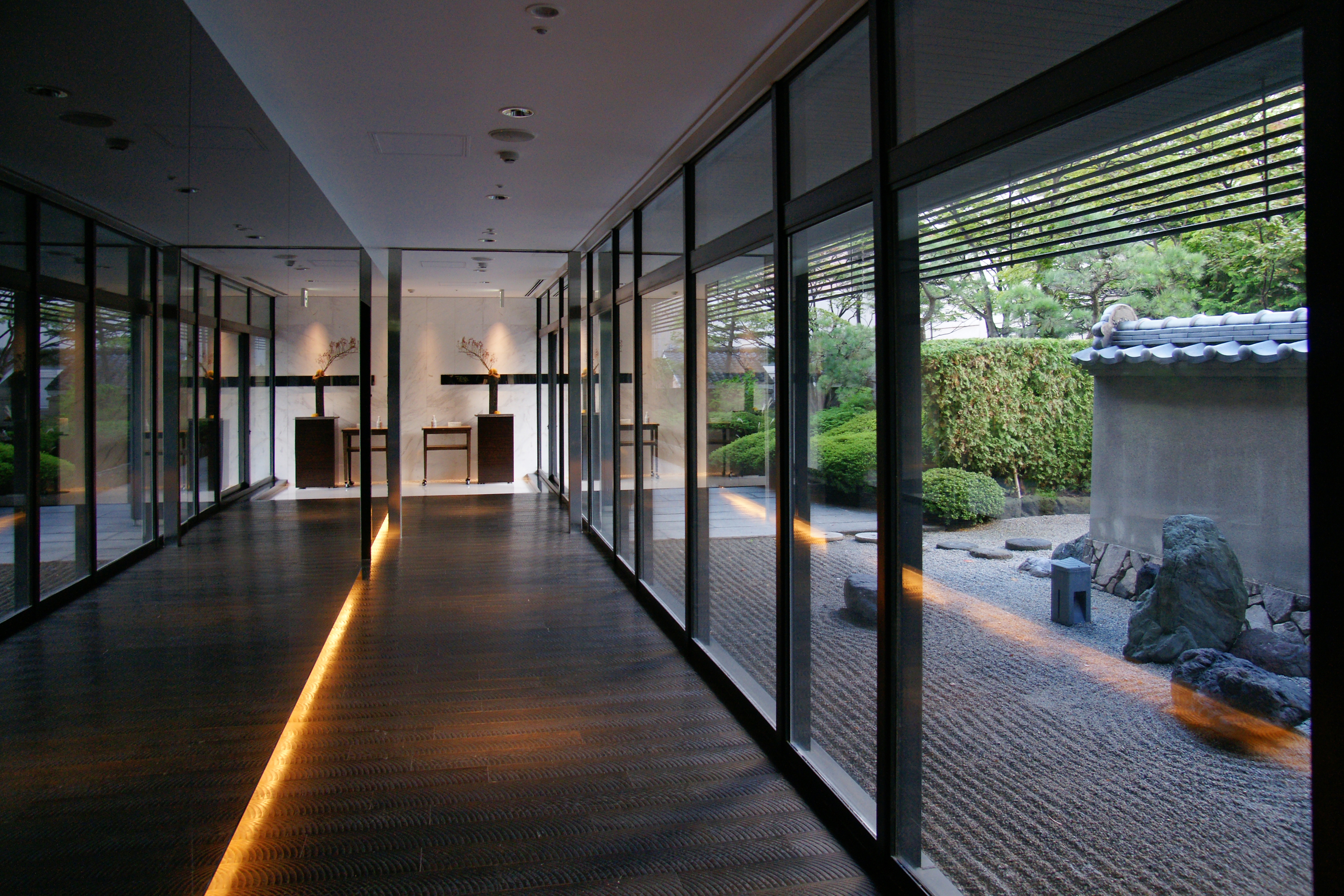
館内（レストラン入口）

- JS Wedding／ブライダルハウスBiBi[14]
- ヤマノビューティ ウェルネス 山野愛子美粧室[15]

宴会・会議
- 大宴会場 グランドホール (760 m²、東324 m²・西380 m²)
- 中宴会場
  - 金枝 (449 m²)
  - 涼風 (123 m²)
  - 玉葉 (206 m²)
  - 新緑 (172 m²)
  - 紅葉 (149 m²)
  - GINSEN (283 m²)
  - グランシェフ (141 m²)
- 小宴会場
  - こまくさ (110 m²)
  - ひなげし (92 m²)
  - はまなす (83 m²)
  - すずらん (78 m²)

その他
- ザ・ベーカリー&ペイストリー
- スターバックスコーヒー
- ヒーリングコート レノックス
- メモリアルライブラリー&ビジネスセンター
- グランビスタギャラリー サッポロ
- 北海道ブブレンタカー&MID交通受付カウンター
- オリックスレンタカー

グランドアーケード
- ビューティニュース310
- アビステ
- 宝飾のシノン
- ブティック モニカ
- ロイヤルミッシェル
- 資生堂化粧品 レジェ
- HIBIYA-KADAN
- ビューティドレッセ 山野愛子美容室
- サロン ド ネイル サッポロ
- ル・コント
- エルベート

## アクセス
札幌駅前通地下歩行空間直結、札幌駅前通沿い。
- 北海道旅客鉄道（JR北海道）札幌駅から徒歩約10分
- 札幌市営地下鉄大通駅から徒歩約5分、さっぽろ駅から徒歩約10分
- 新千歳空港から高速道路利用して車で約70分（北都交通、北海道中央バス 新千歳空港連絡バス「札幌グランドホテル」停留所）

## その他
- 4階の屋外庭園の池では、マガモが産卵し、子育てが行われることがある[16]。

## 参考資料
- “札幌グランドホテルの歴史”.   札幌グランドホテル. 2016年12月1日閲覧。
- “歴史と歩み”.   札幌グランドホテル. 2016年12月1日閲覧。
- 『さっぽろ文庫』 16 冬のスポーツ、札幌市。2016年12月1日閲覧。